# Nuthin' Fancy
Albums de Lynyrd Skynyrd
Second Helping
(1974) Gimme Back My Bullets
(1976)
Singles
1. Saturday Night Special
Sortie : 19 mai 1975

Nuthin' Fancy est le troisième album studio du groupe de rock sudiste américain, Lynyrd Skynyrd. Il est sorti le 24 sur le label MCA Records et fut produit par Al Kooper.

## Historique
Cet album a été enregistré en deux périodes différentes, une en août 1974 dans les studios One à Doraville et l'autre en janvier 1975 aux studios WEBB IV d'Atlanta, ces deux périodes étant entre-coupées d'incessantes tournées. Il est le dernier album du groupe à être produit par Al Kooper.
Le batteur Bob Burns ayant quitté le groupe fin 1974 à la suite de problèmes de santé occasionnés par la débauche d'activités du groupe (tournées, enregistrements), il fut remplacé par Artimus Pyle. Ed King quittera aussi le groupe lors du "Torture Tour", la tournée de promotion de l'album.
La recto de la pochette de l'album a sa petite histoire. Harassé par un photographe qui n'arrêtait pas de les mitrailler, Billy Powell lui adressa un doigt d'honneur et lorsqu'il fallut choisir une photo pour la pochette, celle-ci s'imposa automatiquement, représentant là bien l'attitude du groupe
Nuthin' Fancy fut le premier album du groupe à entrer dans le top ten du Billboard 200 en se classant à la 9e place, il est aussi le premier à se classer en Europe, 43e place dans les charts britanniques. L'unique single de l'album, "Saturday Night Special" se classa 27e au billboard hot 100 le 5 août 1975.

## Liste des titres
Face 1
| No | Titre                  | Auteur                               | Durée |
| -- | ---------------------- | ------------------------------------ | ----- |
| 1. | Saturday Night Special | Ed King, Ronnie Van Zant             | 5:08  |
| 2. | Cheatin' Woman         | Al Kooper, Gary Rossington, Van Zant | 4:38  |
| 3. | Railroad Song          | King, Van Zant                       | 4:14  |
| 4. | I'm a Country Boy      | Allen Collins, Van Zant              | 4:24  |

Face 2
| No | Titre                 | Auteur                       | Durée |
| -- | --------------------- | ---------------------------- | ----- |
| 5. | On the Hunt           | Collins, Van Zant            | 5:25  |
| 6. | Am I Losin'           | Rossington, Van Zant         | 4:32  |
| 7. | Made in the Shade     | Van Zant                     | 4:40  |
| 8. | Whiskey Rock-a-Roller | King, Billy Powell, Van Zant | 4:33  |

Titres bonus de la réédition 1999
| No  | Titre                                                             | Auteur            | Durée |
| --- | ----------------------------------------------------------------- | ----------------- | ----- |
| 9.  | Railroad Song (Live at Winterland, San Francisco, april 27, 1975) | King, Van Zant    | 5:27  |
| 10. | On the Hunt (Live at Winterland, San Francisco, april 27, 1975)   | Collins, Van Zant | 6:10  |

## Musiciens
Lynyrd Skynyrd
- Ronnie Van Zant : chant
- Allen Collins : guitares
- Ed King : guitares
- Gary Rossington : guitares
- Billy Powell : claviers
- Leon Wilkeson : basse
- Artimus Pyle : batterie, percussions

Musiciens  additionnels
- Barry Harwood : dobro, mandoline
- Jimmy Hall : harmonica
- David Foster : piano
- Bobbye Hall : percussions

## Charts et certifications
| Pays        | Durée du classement | Meilleur classement |
| ----------- | ------------------- | ------------------- |
| Canada      | 16 semaines         | 17e                 |
| États-Unis  | —                   | 9e                  |
| Royaume-Uni | 1 semaine           | 43e                 |

| Pays       | Ventes      | Certification | Date       |
| ---------- | ----------- | ------------- | ---------- |
| États-Unis | 500 000 +   | Or            | 27/06/1975 |
| États-Unis | 1 000 000 + | Platine       | 21/07/1987 |

Charts singles
| Année | Single                   | Chart           | Durée du classement | Position |
| ----- | ------------------------ | --------------- | ------------------- | -------- |
| 1975  | "Saturday Night Special" | Hot 100         | 9 semaines          | 27e      |
| 1975  | "Saturday Night Special" | RPM Top Singles | 6 semaines          | 63e      |